# Jürgen Piepenburg
Jürgen Piepenburg (Karsko, 10 giugno 1941 – 7 marzo 2025) è stato un allenatore di calcio e calciatore tedesco, di ruolo attaccante.

## Carriera
Collezionò 22 incontri nelle competizioni UEFA per club oltre a 14 presenze e 11 reti in Coppa Campioni, 6 delle quali realizzate nell'edizione 1966-1967, 5 solo nella doppia sfida del turno preliminare contro il Waterford United (12-1 complessivo).

## Palmarès

### Club

#### Competizioni nazionali
- Campionato tedesco orientale: 3

Vorwärts Berlino: 1964-1965, 1965-1966, 1968-1969
- Coppa della Germania Est: 1

Vorwärts Berlino: 1969-1970